# Championnats d'Afrique de lutte 1994
Navigation
Édition précédente Édition suivante
Les Championnats d'Afrique de lutte 1994 se déroulent en avril 1994 au Caire, en Égypte. Seules des épreuves masculines de lutte libre et de lutte gréco-romaine sont disputées.

## Podiums

### Lutte libre
| Catégories | Or                         | Argent                     | Bronze                     |
| ---------- | -------------------------- | -------------------------- | -------------------------- |
| 48 kg      | Omar Kedjaouar (ALG)       | Hassan Ahmed Abdo (EGY)    | Shaun Williams (RSA)       |
| 52 kg      | Alaa Abd Elshafy (EGY)     | Jean Nel (RSA)             | Joe Oziti (NGA)            |
| 57 kg      | Tjonkie van Rensburg (RSA) | Tebe Dorgu (NGA)           | Tarek Ibrahim (EGY)        |
| 62 kg      | Igali Baraladei (NGA)      | Mumgome Sieu (CIV)         | Abdel Ashref (EGY)         |
| 68 kg      | Ibo Oziti (NGA)            | Ahmed Hafez Saber (EGY)    | William Hunter (RSA)       |
| 74 kg      | Esamabo El Azim (EGY)      | Okpamen Egbobamien (NGA)   | Peet van den Berg (RSA)    |
| 82 kg      | Alioune Diouf (SEN)        | Okpuro Enekpedekumoh (NGA) | Willem Putter (RSA)        |
| 90 kg      | Victor Kodei (NGA)         | Mohamed Abdel (EGY)        | Andrew Davidson (RSA)      |
| 100 kg     | Christian Iloanusi (NGA)   | Johannes Roussow (RSA)     | Mohamed Yassin Araby (EGY) |
| + 100 kg   | Jackson Bidei (NGA)        | Mor Wade (SEN)             | Mark Robinson (RSA)        |

### Lutte gréco-romaine
| Catégories | Or                         | Argent                   | Bronze                    |
| ---------- | -------------------------- | ------------------------ | ------------------------- |
| 48 kg      | Ali Ahmed Nagib (EGY)      | Yacine Heriou (ALG)      | John J. Faul (RSA)        |
| 52 kg      | Said Tango (MAR)           | Farid Hanoun (ALG)       | Abdelfatah Ashraf (EGY)   |
| 57 kg      | Abderraahman Naanaa (MAR)  | Mohamed Amin Nour (EGY)  | Brian Coats (RSA)         |
| 62 kg      | Ahmed M. Kamel (EGY)       | Ertjies Malherbe (RSA)   | Driss Kabil (MAR)         |
| 68 kg      | Houssam Moustafa (EGY)     | Bennie Labuschagne (RSA) | Anwar Kandafil (MAR)      |
| 74 kg      | Mohamed El-Hadad (MAR)     | Mohamed El-Khodary (EGY) | Sofiane Ouadjnia (ALG)    |
| 82 kg      | Abdelwarit Mohyddine (EGY) | Youcef Bouguerra (ALG)   | Willem Putter (RSA)       |
| 90 kg      | Mustafa Abd al Harth (EGY) | Andrew Davidson (RSA)    | Abdel Aziz Essafoui (MAR) |
| 100 kg     | Abdelnaser El-Sayed (EGY)  |                          |                           |
| + 100 kg   | Abdul Ali Kamal (EGY)      | Mark Robinson (RSA)      |                           |